# دانکن رولو

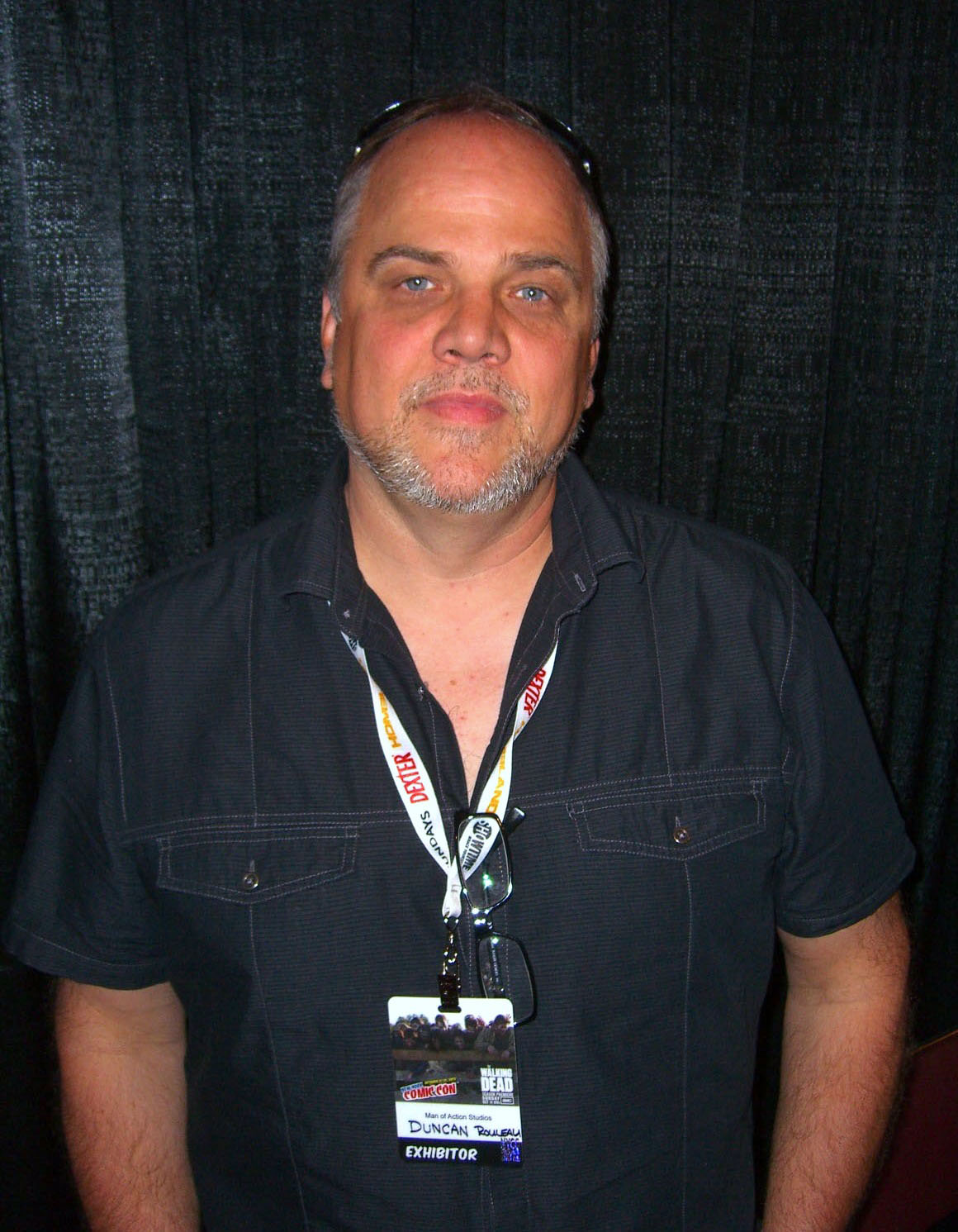
دانکن رولو

دانکن رولو (به انگلیسی:Duncan Rouleau) نویسنده انیمیشن و کتاب کمیک و هنرمند اهل آمریکا است. و عضو گروه Man of Action Studios است که با ان آثاری مثل بن تن را خلق کردند. و در سال ۲۰۲۲ انیمیشن سونیک پرایم را خواهند ساخت.